# Коан (јапански цар)
Коан (孝安天皇 Kōan-tennō); познат и као Јаматотарашихикокуниошихито но Микото, био је шести цар Јапана. Сматра се да је владао од 392. до 291. п. н. е.

## О владару
Данашњи истраживачи сумњају у постојаност девет царева Јапана, укључујући и Коана, па их класификују у тз. митолошке цареве, све до Суџина након чега долазе владари са чвршћим доказима постојања. Име „Коан“ је постхумно име које се јапанском обичају додељује после смрти.
Историчари сврставају Коана у тз. митолошке владаре јер чврстих доказа о његовом животу и владавини не постоје и мало се тога зна о њему.
У записима Коџики и Нихон шоки остало је сачувано име и генелогија владара. Верује се да је син цара Кошо-а и мајке Јосотараши која је била ћерка Окицујосо. Иако нема јачих доказа да је овај владар заиста владао, Јапанци су традиционално прихватили његово постојање одржавајући место које се сматра његовим гробом (царски мисасаги).
Џиен, јапански песник, писац и будистички монах из 12. века оставио је запис да је Коан био други син цара Кошоа, и да је владао из палате Акицушима но мија у Муроу, месту које ће касније бити део Јамато провинције.
Коан је постхумно име. Ипак сугерише се да је то име изведено из кинеске форме и може се повезати са будизмом који је касније дошао у Јапан, што говори да је тај назив додељен доста касније, вероватно у време када је Коџики написан.
Право место где је сахрањен цар Коан ни данас није познато па се уместо тога традиционално поштује у шинтоистичком храму (мисасаги) Нари. Тамо је и његов званични маузолејум Тамате но ока но е но мисасаги.

## Жена и деца
Царица: Ошихиме (押媛), ћерка Аматарашикуниошихито (天足彦国押人命)
- Принц Окиби но Моросусуми (大吉備諸進命)
- Принц Ојаматонекохикофутони (大日本根子彦太瓊尊), цар Кореи